# Eurytoma giraulti
Eurytoma giraulti is een vliesvleugelig insect uit de familie Eurytomidae. De wetenschappelijke naam is voor het eerst geldig gepubliceerd in 1990 door Grissell & Schauff.